# Złoty Stok
Złoty Stok (niem. Reichenstein, cz. Rychleby, łac. Reichensteinum) – miasto w Polsce położone w województwie dolnośląskim, w powiecie ząbkowickim, siedziba gminy miejsko-wiejskiej Złoty Stok
Miasto leży na Dolnym Śląsku przy granicy z Czechami.
Złoty Stok jest najstarszym ośrodkiem górniczo-hutniczym na obecnym terytorium Polski. Ostatnią kopalnię (rud arsenu) zamknięto w 1961 r. W ostatnich latach miasto straciło na znaczeniu jako ośrodek przemysłowy, równocześnie stając się ośrodkiem turystycznym znanym przede wszystkim z Muzeum Górnictwa i Hutnictwa Złota (potocznie „Kopalnia Złota”).
Szacuje się, że w czasie 700 lat eksploatacji z miejscowych złóż pozyskano 16 t złota.

## Geografia
Formalny obszar miasta jest znacznie większy niż obszar zabudowy, który położony jest w większości na Przedgórzu Paczkowskim, wchodząc północno-zachodni kraniec Gór Złotych linią podziału jest Sudecki uskok brzeżny. Leży bezpośrednio przy granicy z Czechami. Znaczną część obszaru miasta rozciągającą się znacznie na południe aż niemal do szczytu Jawornik Wielki stanowi las. Najwyższy punkt miasta jest na wysokości 853 m n.p.m., przy czym najwyżej położone obszary zabudowane są na wysokości 420 m n.p.m., najniższy 286 m n.p.m. Przez miasto przepływają potoki Trująca i Świda.
Przez miasto przebiega równoleżnikowo droga krajowa nr 46 będąca wjazdem od wschodu do ziemi kłodzkiej oraz krzyżująca się z nią droga wojewódzka nr 390 łącząca miasto z Kamieńcem Ząbkowickim na północy i Lądkiem-Zdrojem na południu.
Wpływ na klimat Złotego Stoku ma sąsiedztwo Gór Złotych. Średnia temperatura roczna wynosi 8,1 °C. Średnie roczne opady atmosferyczne wynoszą 818 mm.
Na początku XX w. na południe od miasta zbudowano osiedle willowe zwane nieoficjalnie Humel, zaś na północ od miasta dawne osiedle robotnicze zwane nieoficjalnie Złoty Stok-Kolonia. Bloki przy ulicy Chemików nazywane są Osiedlem Chemików

## Toponimia
Pierwsza wzmianka z nazwą Złotego Stoku datowana jest na rok 1291. W dokumencie klasztoru cystersów w Kamieńcu Ząbkowickim pojawia się dziedziczny włodarz ziemski Heidenricus dictum de Richinstein. W 1293 po raz pierwszy pojawia się nazwa osady Reichenstein. Czeski odpowiednik tej nazwy to Rychleby. W roku 1613 śląski regionalista i historyk Mikołaj Henel z Prudnika wymienił miejscowość w swoim dziele o geografii Śląska pt. Silesiographia podając jej łacińską nazwę: Reichensteinum. W dokumencie z 1750 miasto posiada spolszczoną nazwę Reychenstein. W 1945 miasto chwilowo zyskało nazwę Równe, a stacja kolejowa Rychłowiec. 7 maja 1946 r. nadano miastu nazwę Złoty Stok. 

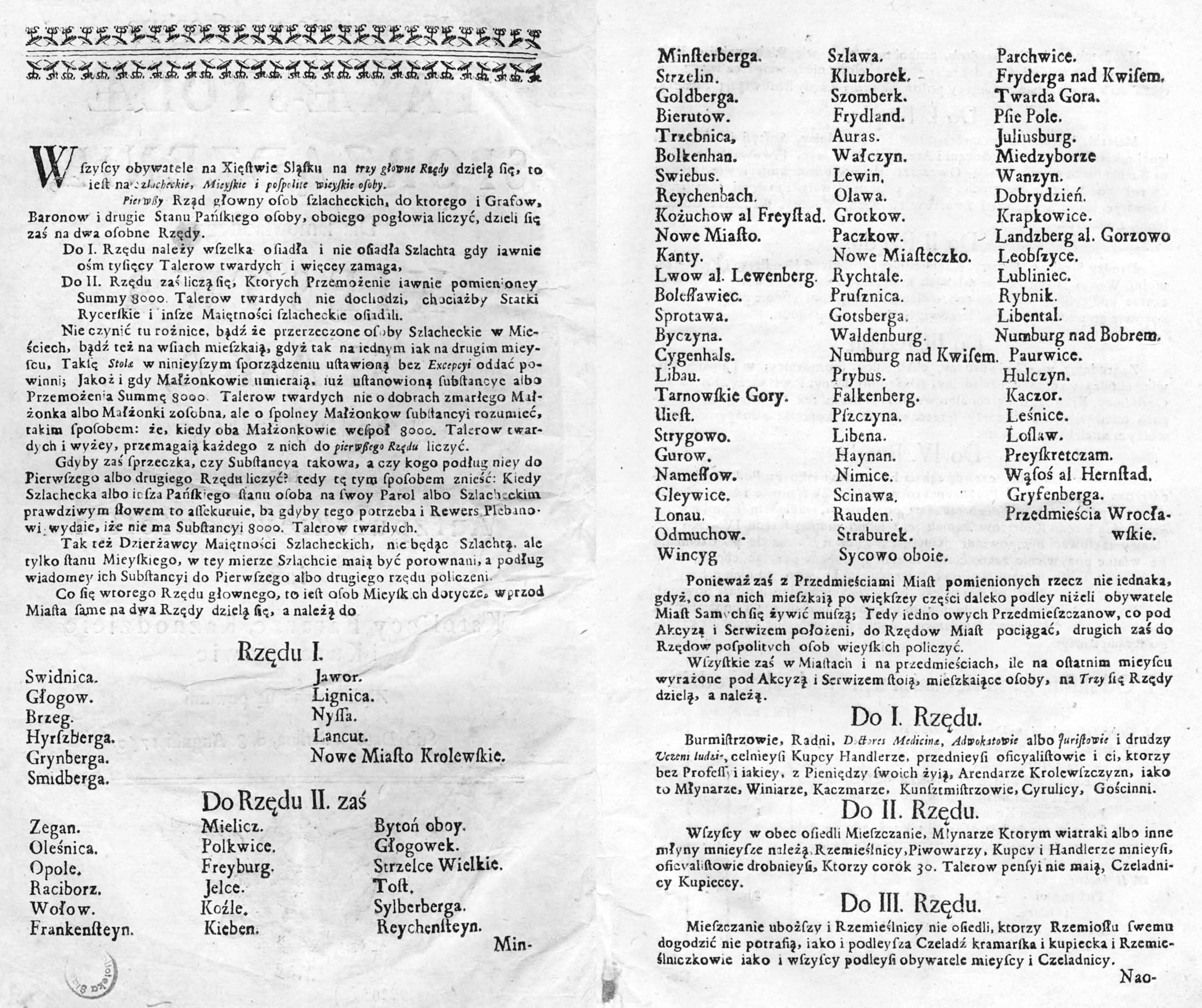
Nazwa Reychenstein wśród innych nazw śląskich miejscowości w urzędowym pruskim dokumencie z 1750 wydanym w języku polskim w Berlinie

## Symbole miasta
Symbolem miasta jest herb. Przedstawia orła księstwa ziębickiego z mitrą książęcą na głowie. Czarna połowa orła mieści się na barwie złotej, a czerwona na barwie srebrnej.

## Historia

### Za panowania Piastów
Wydobywanie i oczyszczanie złota potwierdzają dokumenty z 1241 roku. W 1273 Henryk IV Probus zezwolił cystersom z Kamieńca na prowadzenie tutaj robót górniczych. W 1295 Bolko I szykujący się na wojnę z królem Czech, Wacławem II, podejmuje decyzje o odbudowie zamku. W 1296 roku wymieniony jest Eberhardo de Richenstain, który otrzymał od Bolka I 9 łanów ziemi obok Groseny. W 1303 kupił kolejne 9 łanów pól i lasów od starosty śląskiego Hermannusa de Barboya. W 1331 pierwszy raz wspomniana jest katolicka parafia w Złotym Stoku. Najstarsze dokumenty potwierdzające prawa miejskie Złotego Stoku datuje się na 1334 r.

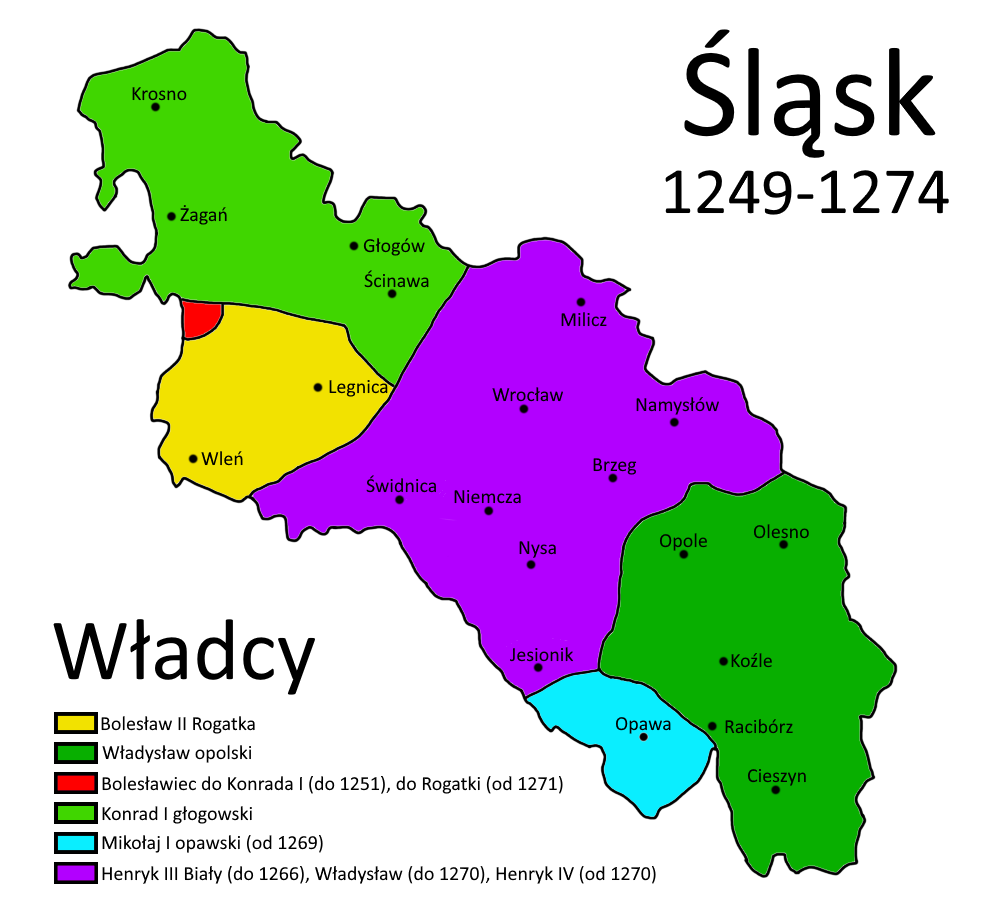
Śląsk w latach 1249–1274

### Pod zwierzchnictwem korony czeskiej
W 1344 r. osada otrzymała status wolnego miasta górniczego, które posiadało liczne przywileje. W kolejnych latach miasto należało do Piastów śląskich i wchodziło w skład księstwa ziębickiego. W 1358 r. zostało wykupione przez Bolka II, księcia świdnickiego. Po śmierci Agnieszki Habsburżanki, małżonki Bolka II, w 1392 r. wraz będącym jej oprawą wdowią księstwem świdnicko-jaworskim zostało połączone z Koroną Czeską jako wiano bratanicy Bolka II, księżniczki Anny świdnickiej, małżonki króla czeskiego i cesarza rzymskiego Karola IV.
Po okresie zastoju gospodarczego w okresie wojen husyckich miasto ponownie odżyło. W 1467 r. miasto dostało prawa sądownicze na podległych im terenach. Dzięki temu przywilejowi w późniejszych latach wybudowana zostanie ceglana szubienica na wjeździe do miasta od strony Ząbkowic. Rozbudowie podległy kopalnie, w których od 1479 r. rozpoczęto budować sztolnie odwadniające. Henryk I Starszy w 1484 roku wybudował w mieście Urząd Górniczy. 17 lutego 1491 Złoty Stok otrzymał herb, sztandar i ponownie rangę Wolnego Miasta Górniczego. Działały w nim dwie topnie żelaza, książęca i klasztoru cystersów z Kamieńca Ząbkowickiego. Na początek XVI wieku przypada szczytowy rozkwit górnictwa i hutnictwa złota oraz samego miasta. O gwałtownym rozwoju górnictwa świadczy zainteresowanie się nim najpotężniejszych wówczas w Europie domów handlowych i spółek górniczo-hutniczych Fuggerów, Turzonów, Welsów, Imhoffów. W 1507 książęta ziębicko-oleśniccy, bracia Albrecht i Karol Podiebradowie założyli mennicę, która do 1621 biła monety z wydobywanego tu złota. W 1511 tytułem spłaty pożyczki udzielonej zadłużonym książętom ziębickim Karolowi i Albrechtowi książęce kopalnie dostały się rodzinie Fuggerów z Augsburga. W latach 1513–1514 Jakub Fugger wybudował nową topnię, a w 1514 r. uzyskał prawo wyłączności handlu.

### Pod rządami Habsburgów
W 1529 w Złotym Stoku było czynnych 145 kopalń i kilkanaście małych hut. Dwadzieścia lat później liczba kopalń wzrosła do 190, ilość wydobywanej rudy przekraczała 30 000 t, a roczna produkcja złota osiągnęła 60 kg (najwięcej 140 kg) co dawało średnio ok. 8% produkcji złota w Europie.
W 1565 w szybie „Złoty Osioł” zginęło 59 górników, co zahamowało rozwój wydobycia. Wkrótce potem do miasta przybył aptekarz Hans Scharffenberg, który z kopalnianych hałd postanowił uzyskiwać arsen i rozwinął produkcję arszeniku. Od 1566 Fuggerowie połączyli swoje kapitały z rodziną pochodzących z Węgier Turzonów i opanowali śląski handel złotem.
Kiedy Wilhelm z Rožemberku (niem. Wilhelm von Rosenberg) kupił w 1582 roku miasto Złoty Stok wraz z kopalniami złota i mennicą, znajdował się u szczytów sławy, uchodząc za najbogatszego możnowładcę w Czechach. Posiadając mennicę mógł ją jeszcze uświetnić bijąc złote monety ze swym imieniem i rodowym herbem. Wokół herbu na awersie dukatów, bitych przez Wilhelma Rosenberga, znajduje się napis GWILEL GUB DOM ROSEN (Wilhelm Gubernator Domu Rosenbergów). Na rewersie jego dukatów, podobnie jak na dukatach bitych przez Podiebradów, znajdowała się postać św. Krzysztofa i napis MONE AUR REICHSTEIN (moneta złota ze Złotego Stoku). W 1585 roku mennica w Złotym Stoku wybiła złote monety, o nominale 2 i 4 dukatów i średnicy 27 mm, z popiersiem Wilhelma Rosenberga na awersie i rodowym herbem otoczonym łańcuchem orderu Złotego Runa na rewersie.

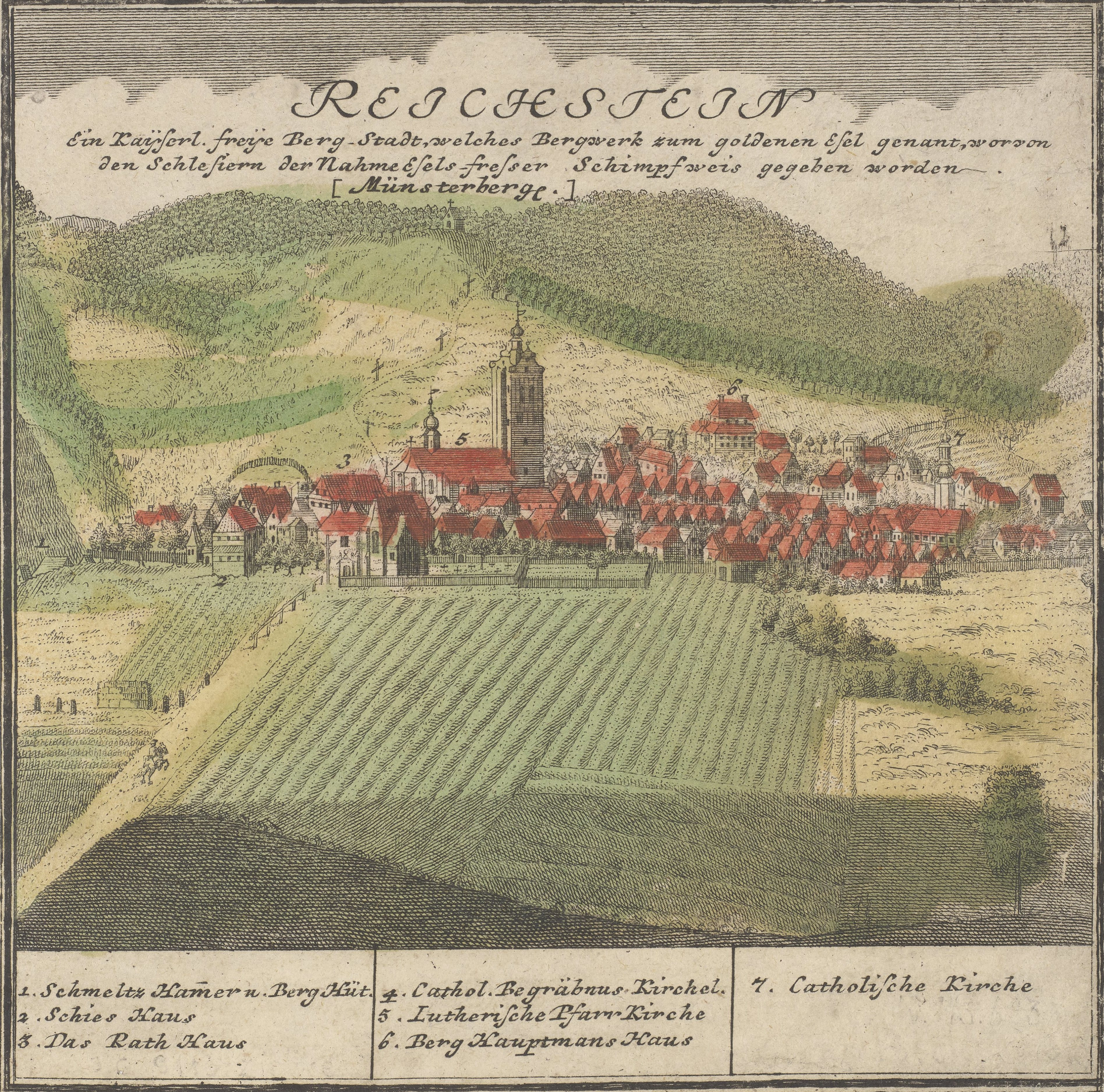
Grafika z 1738

Wydarzenia wojny trzydziestoletniej ponownie zniszczyły miasto. Z powodu cholery i dżumy liczba mieszkańców zmalała trzykrotnie. Dla ofiar tych chorób w 1633 roku wybudowano cmentarz. Zniszczono również zamek, a unieruchomione kopalnie zalała woda. W końcu zaczęły wyczerpywać się zasoby złota, chociaż ich eksploatacja trwała jeszcze i w wieku XIX, a hutę wytapiającą złoto zlikwidowano dopiero w roku 1859. W 1638 roku, miasto, zostało dotknięte katastrofalnym pożarem, który zniszczył ratusz, dwa kościoły, 60 domów oraz 3 kamienice fuggerów. W 1711 z powodu zmniejszającej się liczby kopalń budynek Cesarskiego Urzędu Górniczego zaadaptowano na świątynię katolicką. W 1731 r. wzniesiona została kaplica przez Siegmunda Kehler’a na górze pozbawionej drzew w południowej części miasta na wysokości 485 m n.p.m. w stronę szczytu Jawornik Wielki. Po pewnym czasie mieszkańcy zaczęli nazywać górę Krzyżową lub Kalwarią. Z miasta do kaplicy prowadziły stacje drogi krzyżowej. W 1740 r. wyremontowana została szubienica. Do odbioru odnowionej szubienicy i wykonania na niej wyroku kary na pewnym złodzieju wybrany został kat z Otmuchowa.

### Pod rządami Prus
W 1742 r. miasto wraz z całym Dolnym Śląskiem przeszło pod zwierzchnictwo Prus. W 1801 roku w mieście spalił się ratusz odbudowany w tym samym roku. W 1836 wybuchł kolejny pożar w mieście, który pochłonął 16 domów oraz budynek Bractwa Strzeleckiego. W 1857 liczyło 1800, a w 1905 – 2064 mieszkańców, w tym 99,8% stanowili Niemcy. 84% mieszkańców było katolikami, 16% – ewangelikami.

### W państwie niemieckim
W 1874 na cmentarzu wybudowane zostało Mauzoleum rodziny Güttlerów przy udziale Pauline Güttler. W 1876 ukończono budowę nowego kościoła katolickiego. W 1897 wybudowany został Królewski Urząd Sądowy. W 1900 miasto uzyskało lokalne połączenie kolejowe z Kamieńcem Ząbkowickim. Do miasta zaczęło przybywać coraz więcej turystów. Z tego powodu m.in. zaczęła formować się nowa dzielnica nazywana Humel. W 1903 roku wybudowana została poczta przez właściciela cegielni Carla Use’a. Od 1920 działała tu Śląska Szkoła Leśna (Schlesische Forstschule), jedyna poza Berlinem uczelnia posiadająca uprawnienia w kształceniu leśników.
W 1933 roku miasto obchodziło 1000-lecie górnictwa. Obchody trwały w dniach od 12 do 20 sierpnia. Z tej okazji wydawane były liczne pocztówki oraz utworzono album z okazji 50-lecia przejęcia przez rodzinę Guettlerów Zakładów Górniczo-Hutniczych Arsenu. Zorganizowany był korowód w centrum miasta. Rok 1933 dla Złotego Stoku był rokiem licznych rocznic. Oprócz 1000-lecia górnictwa obchodzono:
- 600-lecie posiadania praw miejskich;
- 450-lecie podniesienia do godności wolnego miasta górniczego;
- 442-lecie nadania herbu;
- 350-lecie kaplicy cmentarnej;
- 300-lecie wybuchu cholery, która pochłonęła 2/3 mieszkańców miasta[25].

W 1935 wybudowano i zasiedlono 10 domów na nowo powstałym osiedlu nazwanym Ziegelei Baracke (obecnie Kolonia Kasprowicza). Liczba mieszkańców wzrosła w 1939 roku do 2609.

### W Polskiej Ludowej
W wyniku kapitulacji Niemiec, 8 maja 1945 miejscowość została bez walki zajęta przez wojska radzieckie, a następnie przekazana administracji polskiej. Dotychczasową ludność miasta wysiedlono za Odrę. Początkowo miasto nosiło nazwę Równe, natomiast stacja kolejowa w nomenklaturze PKP do 1 września 1946 nazywała się Rychłowiec; nazwę Złoty Stok wprowadzono rozporządzeniem ministerialnym w maju 1946.
Głównym zakładem przemysłowym w Złotym Stoku po II wojnie światowej był zakład produkujący arsen i złoto zwany początkowo „Przemysł Arsenowy”, od 1950 „Zakłady Przemysłu Arsenowego”, od 1956 na „Kopalnia Arsenu Złoty Stok”. W 1960 zamknięto kopalnię, tym samym skończył się prawie 700-letni okres działalności górniczej w Złotym Stoku. Szacuje się, że istniejące w tym czasie kopalnie wydobyły około 2 mln ton rudy, z której otrzymano około 16 ton złota i 126 000 ton arszeniku. Od 1962 w zakładzie produkowano mączki kamienne i pigmenty (tlenki ołowiu – glejtę i minię ołowiową, z rud dostarczanych z Górnego Śląska), zmienił on nazwę na „Zakłady Górniczo-Chemiczne Złoty Stok”. W 1976 połączono zakład z przedsiębiorstwem „Termoplast” z Mąkolna tworząc „Zakłady Górniczo-Chemiczne Przemysłu Tworzyw i Farb”, które zmieniły w 1977 nazwę na „Zakłady Tworzyw i Farb w Złotym Stoku”.
W latach 1975–1998 miasto administracyjnie należało do woj. wałbrzyskiego.

### W III Rzeczypospolitej
Obecnie miasto rozwija funkcje turystyczne – głównie za sprawą udostępnionych dla turystów w 1996 zespołu sztolni (Muzeum Kopalni Złota w Złotym Stoku, największy w Europie podziemny wodospad). Drobny ośrodek przemysłowo-handlowy (Zakłady Tworzyw i Farb w Złotym Stoku, przemysł drzewny, usługi). W 2019 wyremontowano mauzoleum, a w 2022 Kościół św. Krzysztofa.

## Demografia

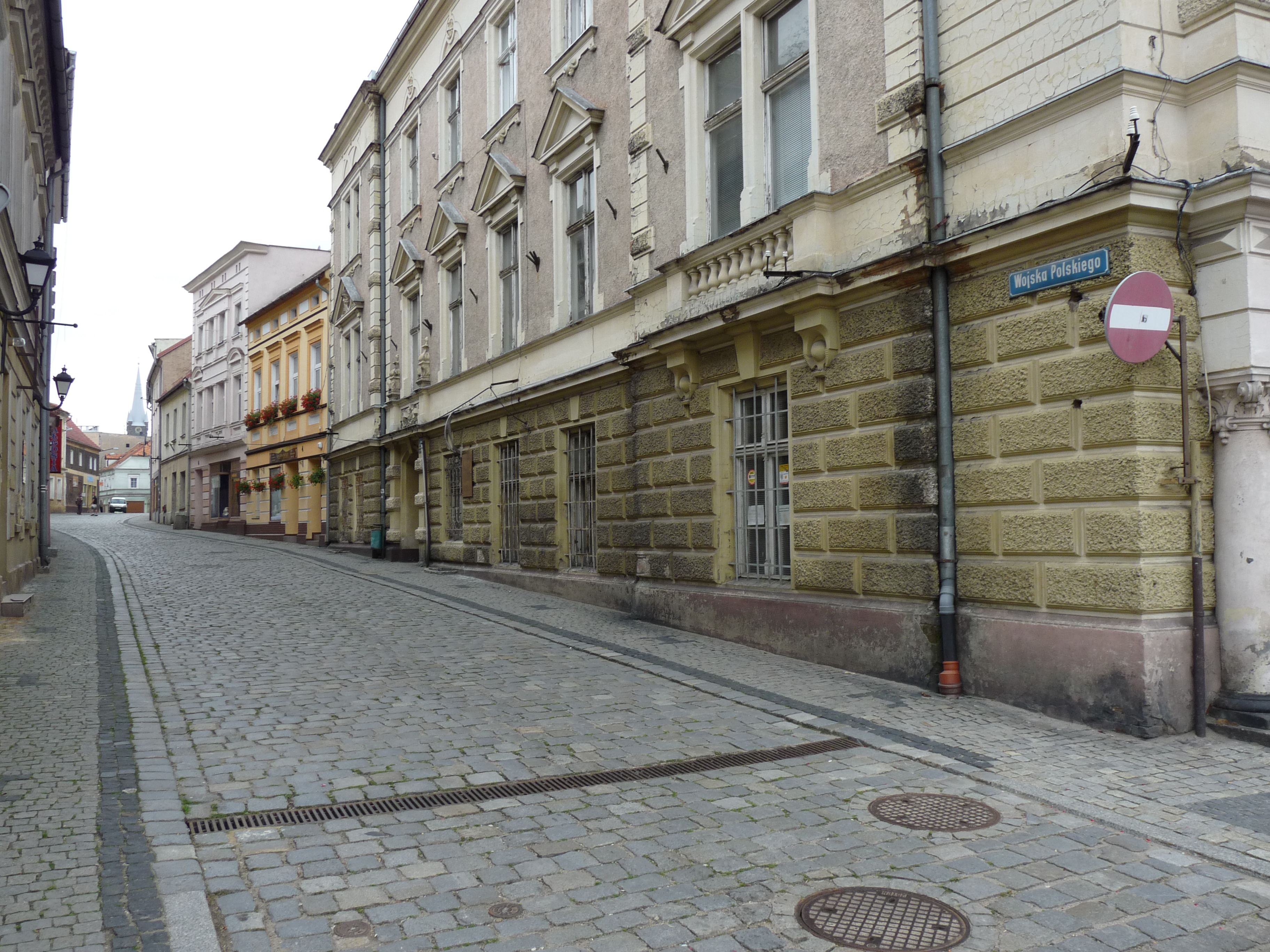
Ulica Wojska Polskiego od Rynku

Liczba ludności Złotego Stoku na przestrzeni lat:
- 1632–1936[25][13]
- 1700–1700[13]
- 1756–1202[13]
- 1845–1803[13]
- 1895–2033[25]
- 1911–2100[25]
- 1916–2953[25][13]
- 1923–2960[25][13]
- 1927–2553[25]
- 1936–2717[25]
- 1945–4217[13] [a]
- 1946–3388[13]
- 1950–2451[13]
- 1960–2964[13]
- 1970–3097[13]
- 1988–3109[29]
- 2009–3066[29]
- 2011–3004[29]
- 2016–2888
- 2022–2549
- 2023-2481[5]

Piramida wieku mieszkańców Złotego Stoku w 2014 roku.

## Transport
W 1900 r. wybudowano linię kolejową (334) ze stacji Kamieniec Ząbkowicki do Złotego Stoku, z końcową stacją Złoty Stok.
W 1989 r. zlikwidowano pasażerskie połączenie kolejowe. W 1997 r. powódź tysiąclecia zniszczyła most kolejowy w Byczeniu na Nysie Kłodzkiej, uniemożliwiając także przewozy towarów. Linia została zlikwidowana i zdemontowana.
W 1996 r. we wschodniej części Złotego Stoku, na dawnej drodze prowadzącej do wsi Bílá Voda, utworzono przejście graniczne małego ruchu granicznego z Czechami, przemianowane później na przejście turystyczne a zlikwidowane w 2007 r. na mocy układu z Schengen.

## Edukacja
Złotym Stoku jest Przedszkole „Bajka” i Szkoła Podstawowa im. Tadeusza Kościuszki, nie ma szkół ponadpodstawowych.

## Zabytki
Zabytkami w Złotym Stoku wpisanymi do wojewódzkiego rejestru zabytków wpisane są:
- ośrodek historyczny miasta
- kościół par. pw. Niepokalanego Poczęcia NMP, neogotycki, z l. 1875–1876, jednonawowy, na planie krzyża, z wieżą, fasada wykładana kamieniem
- zespół dawnego cmentarza ewangelickiego, ul. 3 Maja:
  - kościół cmentarny pw. Świętej Trójcy, gotycki z 1583, XVII w., XVIII w., przebudowywany, z renesansowym portalem
  - cmentarz, obecnie komunalny, z drugiej poł. XVI w., 1869, 1880
  - mauzoleum rodziny Guttlerów, z XIX w.
- kościół do 1945 ewangelicki pierwotnie pw. św. Krzysztofa, od 1536[33] pw. Najświętszego Zbawiciela, jednonawowy, renesansowy, z lat 1513–1517, wieża z 1545 z portalem ozdobionym herbami Złotego Stoku i księstwa ziębicko-oleśnickiego, – XVI w. odbudowany po pożarze w 1638, XVIII w., później zamieniony na salę gimnastyczną, obecnie sala wystawiennicza
- Sztolnia książęca, obecnie muzeum[34][35]
- budynek mennicy z dachem czterospadowym, później urzędu górniczego, obecnie mieszkania, pl. Kościelny 1, z 1520 – XVI, XIX w.
- dom, ul. Sudecka (dawna Kłodzka) 20, z XVIII w.
- dom, Rynek 11, z XVIII w., 1879
- kamienica Fuggerów, renesansowa, z ok. 1520, fasada przebudowana gruntownie po 1638 – XVII w., w pierwszej poł. XVIII w., 1960 z charakterystycznym wysokim szczytem, Rynek 20
- dom z restauracją „Złoty Jar”, ul. Wojska Polskiego 1, z 1870
- dom, ul. Wojska Polskiego 2, z XVIII w., 1895
- dom, ul. Wojska Polskiego 3, po 1840
- domy, ul. Wojska Polskiego 18 a, 20, 22, z XVIII w., pocz. XX w.,

inne:
- kaplica św. Anny na Kaplicznej Górze (Krzyżowej Górze), wybudowana w 1731 przez Z. Kahlera, wzniesiona na nowo w 1811. W 1855 postawiono obok domek pustelnika

zabytki niezachowane:
- Zamek, XIII lub XIV w., zburzony w czasie wojen husyckich, odbudowany w XVI w., zniszczony w czasie wojny trzydziestoletniej, odbudowany w 1722, rozebrany w 1842 r.
- Cesarski Urząd Górniczy, 1484, przebudowany w 1711, rozebrany w 1875 r.

## Atrakcje turystyczne

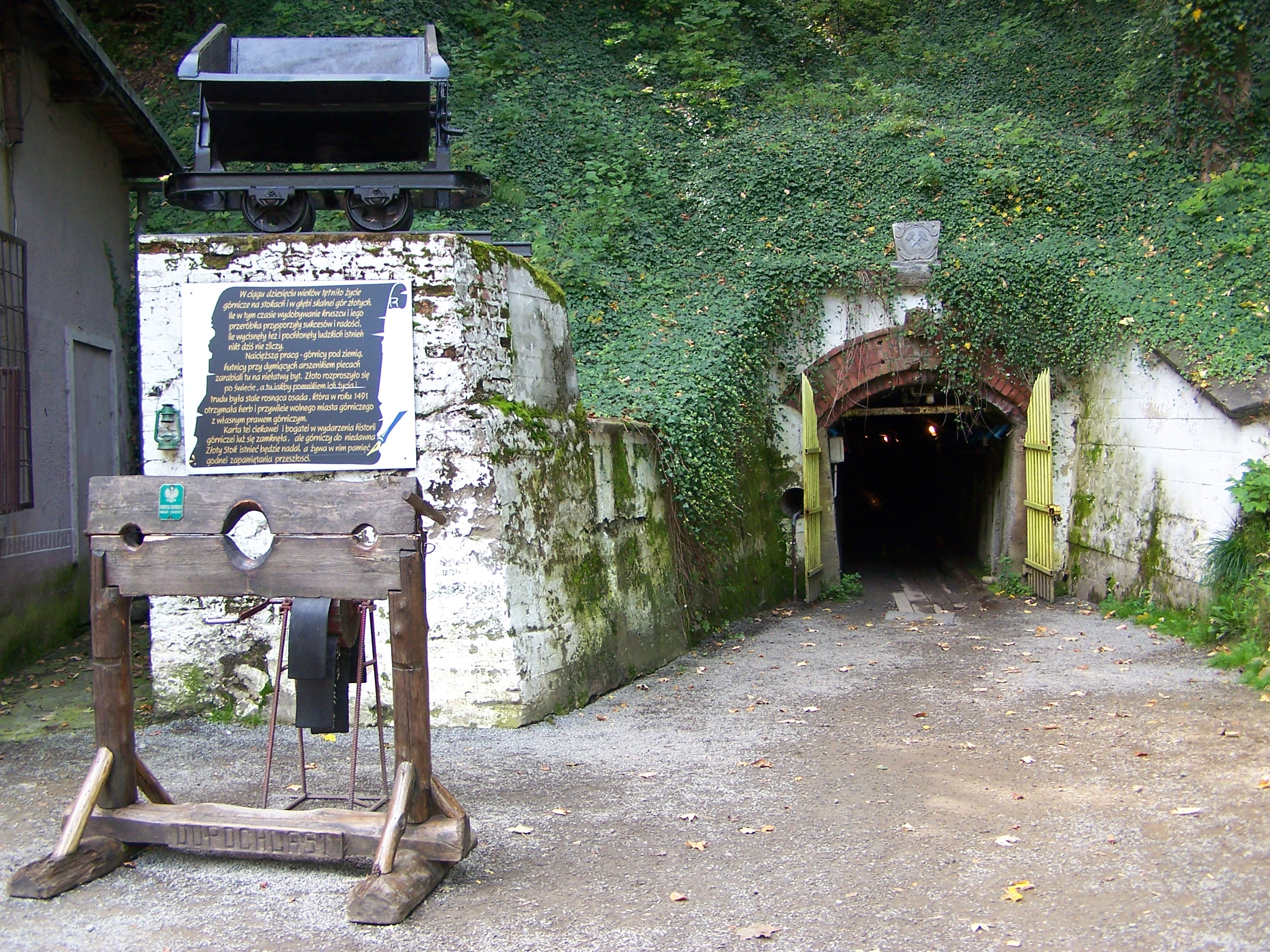
Wejście do sztolni dawnej kopalni

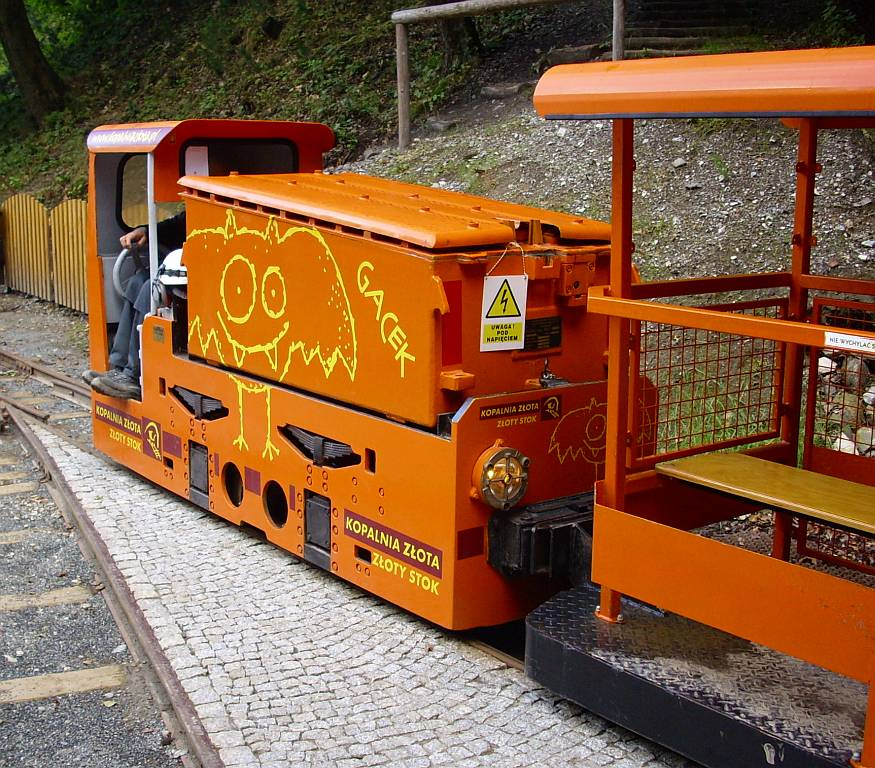
Lokomotywa w dawnej kopalni w Złotym Stoku

- Kopalnia Złota. W dawnej kopalni złota i arsenu uruchomiono atrakcje turystyczne związane z górnictwem złota i arsenu. Wystawa obrazująca historię górnictwa złota (stare mapy, narzędzia górnicze, kolekcja tablic ostrzegawczych i informacyjnych z czasów PRL) w sztolni transportowej „Gertruda”, wyprawę do sztolni „Czarnej”, w której jest 10-metrowy podziemny wodospad, przejażdżkę kolejką kopalnianą, a także płukanie złota i inne fabuły.
- Leśny Park Przygody „Skalisko”. Park linowy w dawnym kamieniołomie i jego okolicy[37].
- Hałda Storczykowa – użytek ekologiczny na południowych granicach miasta z liczną florą m.in. goryczuszka gorzkawa, dziewięćsił bezłodygowy, lilia złotogłów oraz liczna populacja storczyka męskiego.
- Średniowieczny Park Techniki – rekonstrukcje średniowiecznych maszyn górniczych (czołg Leonarda da Vinci) oraz Labirynt Strachu.
- Strefa Odkrywania, Wyobraźni i Aktywności w Złotym Stoku (SOWA) – kilkanaście interaktywnych eksponatów, które umieszczone zostały przy pl. Kościelnym 2 przy wieży widokowej[38]
- Wieża widokowa w Złotym Stoku – 500-letnia wieża o wysokości 35 metrów, dawniej dzwonnica, dziś wieża widokowa[39].

## Szlaki turystyczne
- – Główny Szlak Sudecki im. Mieczysława Orłowicza
- – im. J. Szczypińskiego: Bystrzyca Kłodzka – Stary Waliszów – Romanowo – Ołdrzychowice Kłodzkie – Rogówek – Droszków – Przełęcz Leszczynowa – Chwalisław –

Złoty Stok
- – do Barda

W 2009 przebiegi poniższych szlaków zostały zmienione:
- – na Borówkową (był do Radochowa)
- – z Mąkolna na Przełęcz pod Trzeboniem (poprzednio znaczony jako zielony do Radochowa)

## Sport

### Infrastruktura
- stadion sportowy (boisko piłkarskie oraz bieżnia lekkoatletyczna, trybuny)
- hala sportowa i siłownia przy Samorządowym Zespole Szkół
- boiska: piłkarskie i do koszykówki przy ulicy Sienkiewicza
- ziemny kort tenisowy przy Centrum Kultury i Promocji
- boisko do siatkówki przy Centrum Kultury i Promocji
- miasteczko do uprawiania paintballa
- ścieżki rowerowe o charakterze górskim, jak i nizinnym
- staw kąpielowy
- kompleks boisk przy Samorządowym Zespole Szkół

### Kluby sportowe
- Klub Sportowy Unia Złoty Stok o ponad 50-letniej historii. Posiada sekcję piłkarską oraz szachową[40].
- „KTM Racing Team Złoty Stok” – klub kolarstwa górskiego[41].

### Imprezy i wydarzenia sportowe
- zawody w Kolarstwie Górskim MTB z cyklu Powerade MTB Maraton
- zawody w Kolarstwie Górskim MTB Złota Wstęga[42]
- mistrzostwa Polski w Dog Trekkingu[43]
- zawody w Nordic walking z cyklu Puchar Śląska[44]
- Bieg po Złoto – trasa w części prowadzi korytarzami Kopalni Złota
- turnieje szachowe, zawody wędkarskie oraz tenisa stołowego o charakterze lokalnym

## Miasta i gminy partnerskie
| Miasta i gminy partnerskie | Kraj   |
| -------------------------- | ------ |
| Szamocin                   | Polska |
| Javorník                   | Czechy |
| Rudziniec                  | Polska |